# Малая Горка (Ленинградская область)
Малая Горка (до 1948 года Парккила, фин. Parkkila) — посёлок в Плодовском сельском поселении Приозерского района Ленинградской области.

## Название
По постановлению общего собрания работников лесхоза зимой 1948 года деревня Парккила получила название Малая Горка.

## История
До 1940 года деревня Парккила входила в состав волости Пюхяярви Выборгской губернии Финляндской республики. 
С 1 января 1940 года в составе Карело-Финской ССР.
С 1 августа 1941 года по 31 июля 1944 года финская оккупация.
С 1 ноября 1944 года в составе Пюхяярвского сельсовета Кексгольмского района
С 1 октября 1948 года в составе Отрадненского сельсовета Приозерского района. 
С 1 января 1949 года деревня учитывается как посёлок Малая Горка.
С 1 февраля 1963 года — в составе Выборгского района.
С 1 января 1965 года — вновь в составе Приозерского района. 
По данным 1966, 1973 и 1990 годов посёлок Малая Горка входил в состав Отрадненского сельсовета.
В 1997 году в посёлке Малая Горка Отрадненской волости проживали 20 человек, в 2002 году — 11 человек (русские — 55 %; украинцы — 27 %).
В 2007 году в посёлке Малая Горка Плодовского СП проживали 16 человек, в 2010 году — 9 человек.

## География
Посёлок расположен в центральной части района на автодороге А121 «Сортавала» (Санкт-Петербург — Сортавала — автомобильная дорога Р-21 «Кола»).
Расстояние до административного центра поселения — 4 км.
Расстояние до ближайшей железнодорожной станции Отрадное — 6 км. 

## Улицы
Кедровая.